# Adolf Bautze

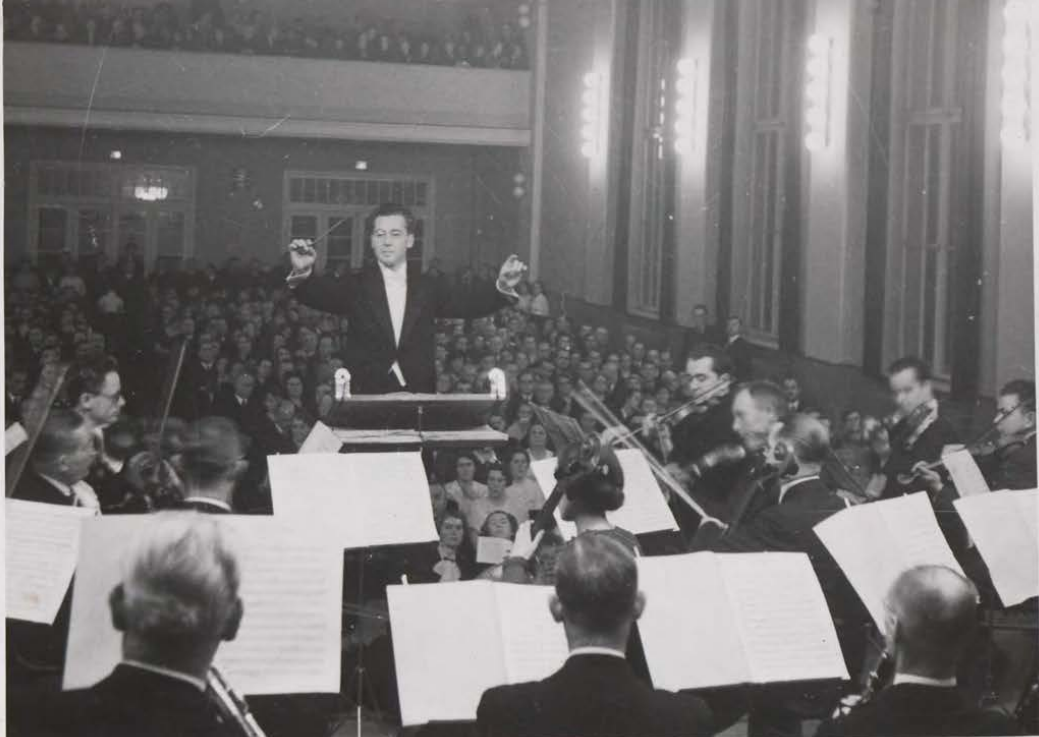
Adolf Brautze jako dyrygent podczas koncertu Litzmannstädter Symphonie-Orchester w gmachu obecnego Teatru Powszechnego w Łodzi (lata 1939–1945)

Adolf Bautze (ur. 21 grudnia 1897 w Kluczborku, zm. 1965) – organista, dyrygent orkiestr i chórów, propagandysta.

## Życiorys
Bautze przez pewien okres był dyrygentem i organistą w Gdańsku. W 1925 zamieszkał w Łodzi, gdzie podjął pracę dyrygenta chóru kościoła św. Jana, orkiestry kameralnej i chóru Łódzkiego Męskiego Towarzystwa Śpiewaczego (niem. Lodzer Männer Gesang Verein) oraz chóru mieszanego im. Jana Sebastiana Bacha, który założył w 1934. Był także dyrygentem koncertów symfonicznych Łódzkiej Orkiestry Symfonicznej (współpracował m.in. z pianistami – Aleksandrem Borowskim, Marią Wiłkomirską oraz skrzypkami – Bronisławą Rotsztatówną i Henrykiem Szeryngiem), a także dyrygował podczas koncertów w rozgłośni Polskiego Radia w Łodzi. W latach 1937–1939 był dyrygentem orkiestry symfonicznej Związku Zawodowego Muzyków Chrześcijan.
Podczas okupacji niemieckiej w Łodzi, w latach 1939–1945 był pierwszym dyrygentem Miejskiej Orkiestry Symfonicznej (niem. Litzmannstädter Symphonie-Orchester), składającej się wyłącznie z Niemców. W sierpniu 1940 został mianowany przez niemieckiego burmistrza miejskim pełnomocnikiem ds. muzyki (niem. Städtische Musikbeauftragte). Jednocześnie został kierownikiem oddziału Litzmannstadt Urzędu Propagandy Rzeszy (niem. Leiter der Zweigstelle Litzmannstadt des Reichspropagandaamtes). Dzięki koneksjom, jego orkiestra dostała znaczną dotację od Ministerstwa Propagandy w Berlinie w 1943 w wysokości około 100 000 marek. Po wojnie Bautze wyemigrował do Niemiec, gdzie został dyrektorem chóru Opery Narodowej w Hamburgu oraz Akademii Śpiewu w Hamburgu.